# 요나스 올손
요나스 올손(스웨덴어: Jonas Olsson, 1983년 3월 10일 ~ )는 스웨덴 태생의 전 축구 선수로, 포지션은 센터백이다.